# Турки в Кыргызстане
Турки в Кыргызстане (тур. Kırgızistan'daki Türkler) — этнические турки, проживающие на территории Кыргызстана.

## История
Большинство турок состоит из депортированных из юго-западной Грузии в Среднюю Азию в 1944 году турок-месхетинцев, где они были заняты в основном в сельскохозяйственном секторе в производстве зерна и животноводства. Из 207 500 турок-месхетинцев, зарегистрированных по советской переписи 1989 года, в Киргизской ССР проживало 21 294 турка.

## Демография
Турок в Кыргызстане часто называют ферганскими турками из-за их большого присутствия в Ферганской долине.

## Образование
Кыргызско-турецкий университет «Манас» был основан в Джалском районе Бишкека в 1995 году и насчитывает около 2000 студентов. Это один из ведущих университетов страны. Кыргызско-турецкая анатолийская средняя школа, кыргызско-турецкая анатолийская профессиональная школа для девочек, Бишкекская турецкая начальная школа и Центр обучения турецкому языку находятся в ведении Министерства образования Турции.

## Известные представители
- Омурбек Бабанов, председатель Кабинета министров Киргизской Республики в 2011-2012 годах (мать турчанка-месхетинка)[6].
- Орхан Инанды , основатель системы школ Сапат в Кыргызстане, включая Международный университет Ала-Тоо[7].